# Garstedt
Garstedt è un comune di 1.461 abitanti della Bassa Sassonia, in Germania.
Appartiene al circondario di Harburg ed è parte della Samtgemeinde Salzhausen.